# Harashta Haifa Zahra
Harashta Haifa Zahra (Garut, Indonesia; 5 de septiembre de 2003) es una modelo, activista ambiental y ganadora de un concurso de belleza indonesia que fue coronada Miss Supranacional 2024.Se convirtió en el primer representante de Indonesia en ganar este título. Anteriormente fue coronada Puteri Indonesia 2024.

## Temprana edad y educación
Harashta Haifa Zahra nació el 5 de septiembre de 2003 en Garut Regency, Java Occidental y creció en la ciudad de Bandung, una capital provincial de Java Occidental, Indonesia.Es el primero de dos hijos de padres sondanéses, su padre era Ginanjar, un empresario de la ciudad de Bandung, y su madre, Yeni Yuliani, provenía de Peundeuy, Garut Regency.
Harashta completó su educación secundaria en SMA Negeri 2 Bandung en la ciudad de Bandung de 2017 a 2020.Actualmente, está estudiando Ingeniería Ambiental para obtener una Licenciatura en Ingeniería (ST) del Instituto Nacional de Tecnología de Bandung (ITENAS) en la ciudad de Bandung, Java Occidental desde 2020.

## Concurso de belleza

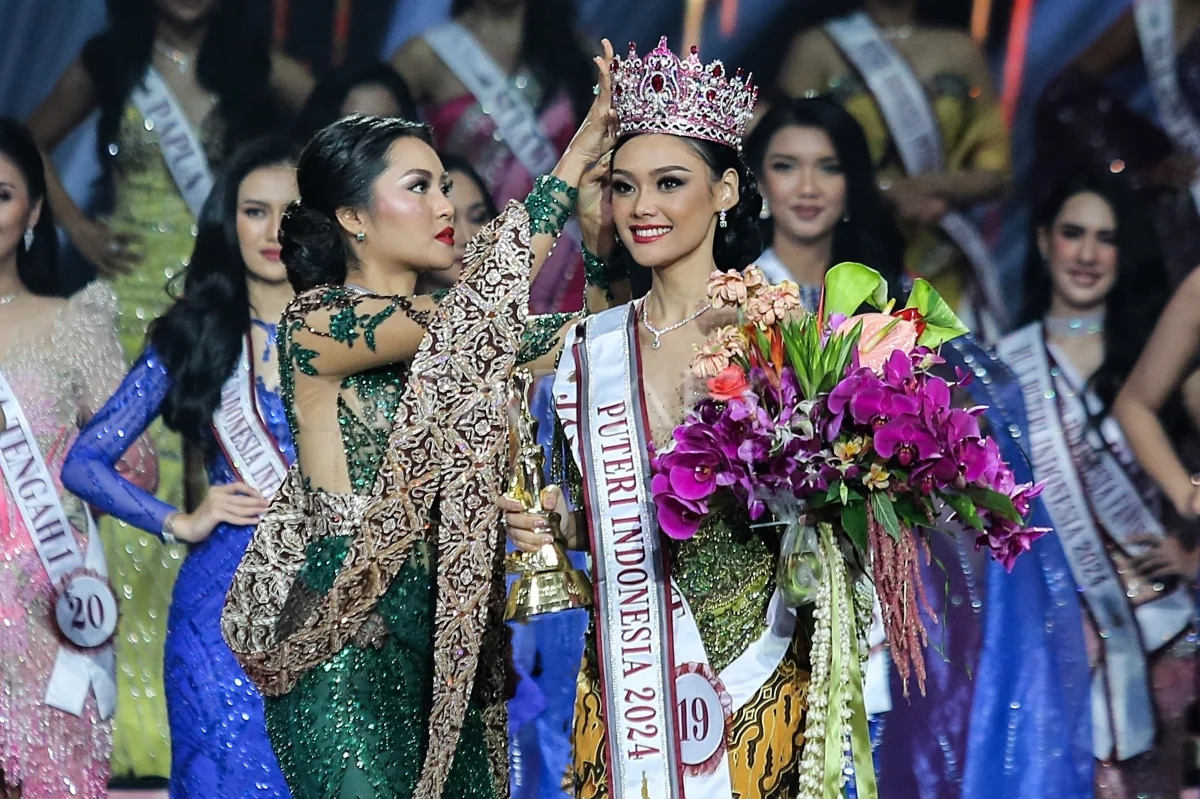
Harashta Haifa de Java Occidental (derecha) fue coronada ganadora de Puteri Indonesia 2024 por su predecesora Farhana Nariswari de Java Occidental (izquierda)

Harashta comenzó su carrera en concursos de belleza participando en el concurso de selección de embajadora regional de la ciudad de Bandung Mojang Jajaka Bandung en 2022, donde fue seleccionada como diputada II como ciudad de Mojang Bandung en 2022.

### Puteri Indonesia Jawa Barat 2024
En 2024, Harashta regresó a los concursos de belleza al participar en la selección provincial de participantes de Puteri Indonesia Jawa Barat 2024 para el evento de selección de Puteri Indonesia 2024 en Graha Mustika Ratu en Yakarta, donde finalmente fue seleccionada con éxito como la ganadora de la selección.Después de ostentar con éxito el título de Puteri Indonesia Jawa Barat 2024, Harashta tiene derecho a representar a la provincia de Java Occidental en el concurso de belleza a nivel nacional Puteri Indonesia 2024.

### Puteri Indonesia 2024
Después de calificar con éxito como representante provincial con el título Puteri Indonesia Jawa Barat 2024, Harashta representó a la provincia de Java Occidental en el concurso de belleza nacional Puteri Indonesia 2024 que se celebró en la Sala de Plenarias del Centro de Convenciones de Yakarta en el centro de Yakarta el 8 de marzo de 2024. Coincidió con el Día Internacional de la Mujer.
Al final del evento, Harashta fue coronada ganadora, fue coronada por su predecesora Puteri Indonesia 2023, Farhana Nariswari Wisandana de Java Occidental.Harashta se convirtió en la representante de Java Occidental y la segunda mujer sondanésa en ganar este título, lo que también marcó la primera vez que la misma provincia ganó durante dos años consecutivos en la historia de Puteri Indonesia.

### Miss Supranacional 2024
La organización anunció oficialmente que Harashta, como principal ganadora de Puteri Indonesia 2024, fue designada para representar a Indonesia en el evento Miss Supranacional 2024. El concurso se llevará a cabo el 6 de julio de 2024 en Nowy Sacz, Pequeña Polonia, Polonia.Al finalizar el evento, Harastha logró consagrarse ganadora y fue coronada por su antecesora Andrea Aguilera Paredes de Ecuador.Su victoria marcó la sexta mujer asiática en ganar el título después de la tailandesa Anntonia Porsild en la undécima edición.

## Promoción y plataformas
Harashta es activista, defensora y ambientalista . Inició el programa Mother of Nature, una campaña que se centra en la cuestión del desperdicio de alimentos, motivada por el desperdicio de alimentos como principal influencia en el problema de la eliminación de residuos en su ciudad natal.Junto con su campaña, Harashta también se desempeña como Embajador de Indonesia para Scholars of Sustenance (SOS), una organización de rescate de alimentos sin fines de lucro con sede en Tailandia, cuyo objetivo es cambiar la mentalidad de las personas sobre el desperdicio de alimentos para reducir el impacto del cambio climático y la inseguridad alimentaria.